# Christian Riesbeck
Christian Heribert Riesbeck C.C. (n. Montreal, Quebec, Canadá, 7 de febrero de 1970) es un obispo católico y canonista canadiense de ascendencia alemana.
Su padre era un alemán procedente del Estado de Hesse, que emigró a Canadá cuando era joven. Y su madre es canadiense.
Al descubrir su vocación religiosa, tomó la decisión de entrar en el Seminario de Toronto.
Fue ordenado sacerdote para la Arquidiócesis de Ottawa el día 12 de octubre de 1996, por el entonces Arzobispo Metropolitano "Monseñor" Marcel André J. Gervais.
En el año 2003 ingresó como miembro de la congregación "Compañeros de la Cruz" (C.C.).
Durante esa época se licenció en Derecho canónico por la Saint Paul University.
Luego ejerció durante siete años como pastor en la ciudad de Houston (Texas, Estados Unidos) y seguidamente pasó a ser Canciller de la Arquidiócesis de Ottawa.
El 7 de enero de 2014, Su Santidad el Papa Francisco le nombró como nuevo Obispo Auxiliar de Ottawa y como Obispo Titular de la antigua Sede de Tipasa in Numidia.
Al ser ascendido de rango, además de elegir su escudo, escogió la frase "Evangelii Gaudium".
Recibió la consagración episcopal el día 19 de marzo de ese mismo año, a manos del Arzobispo Metropolitano "Monseñor" Terrence Thomas Prendergast actuando como consagrante principal; y como co-consagrantes tuvo a "Monseñor" Marcel André Gervais que le ordenó sacerdote y al Arzobispo de Gatineau "Monseñor" Paul-André Durocher.